# کلینتون دیویسون
کلینتون ژوزف دیویسون (به انگلیسی: Clinton Joseph Davisson) (متولد ۲۲ اکتبر ۱۸۸۱ - درگذشته ۱ فوریه ۱۹۵۸), یک فیزیک‌دان آمریکایی بود که در سال ۱۹۳۷ به علت پدیدهٔ پراش الکترونها به واسطه کریستال‌ها موفق به دریافت جایزه فیزیک نوبل گردید. او این جایزه را به همراه جرج پاجت تامسون که به صورت جداگانه اما همزمان موفق به این کشف شده بود مشترکاً دریافت کرد.
او تحصیلاتش را در دانشگاه شیکاگو آغاز کرد و در سال ۱۹۱۱ در دانشگاه پرینستون از تز دکترایش دفاع کرد. او مدتی در دانشگاه کارنگی ملون مشغول به کار بود. او بعدها در شرکت وسترن الکتریک(هم اکنون آزمایشگاه‌های بل) کار کرد.
او در این آزمایش‌ها به صورت تجربی پدیدهٔ پراش الکترون‌ها به واسطه کریستال‌ها را مشاهده کرد.

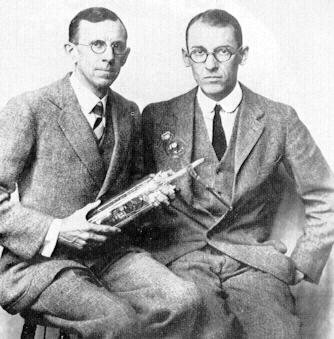